# Temporada 1991 de Fórmula 1
La temporada 1991 de Fórmula 1 fue la 42.ª temporada del Campeonato Mundial de Fórmula 1 de la historia. Fue organizada por la Federación Internacional del Automóvil (FIA). McLaren-Honda ganó su cuarto campeonato de constructores consecutivo, mientras que Ayrton Senna consiguió su tercer y último campeonato de pilotos. 16 Grandes Premios conformaron el calendario.

## Escuderías y pilotos
La siguiente tabla muestra los pilotos confirmados oficialmente por sus escuderías para el Mundial 1990 de Fórmula 1.
Nuevamente se mantuvo el sistema de numeración adoptado en la temporada 1974, tomando como parámetros el par numérico "1-2" para el piloto campeón y su escudero, y los resultados del Campeonato de constructores 1973 para designar la numeración de los demás equipos.
Dado que el campeón 1990 Ayrton Senna, pintó el "1" en el morro de su nuevo McLaren MP4/6, el equipo Marlboro McLaren International intercambió sus dorsales con la Scuderia Ferrari, volviendo esta a utilizar el par numérico "27-28".
En cuanto a las novedades surgidas en esta temporada, se produjo la absorción de la escudería Osella Squadra Corse, por parte del fabricante de llantas de competición Fondmetal, quien presentó el equipo en esta temporada bajo esta denominación. En una situación similar, el patrocinante japonés Footwork pasó a tener una mayor participación dentro de la escudería Arrows Grand Prix International, por lo que el equipo comenzó a ser conocido directamente como Footwork Grand Prix International. Por su parte, se produjeron los debuts de los equipos Jordan Grand Prix y Modena Team SpA, mientras que se producirían las bajas de los equipos EuroBrun Racing, Onyx Grand Prix y Life Racing Engines.
| Escudería                            | Chasis       | Chasis          | Motor                                         | Neu. | N.º | Pilotos            | Rondas             |
| ------------------------------------ | ------------ | --------------- | --------------------------------------------- | ---- | --- | ------------------ | ------------------ |
| Marlboro McLaren Honda               | McLaren      | MP4/6           | Honda RA121E 3.5 V12                          | G    | 1   | Ayrton Senna       | Todas              |
| Marlboro McLaren Honda               | McLaren      | MP4/6           | Honda RA121E 3.5 V12                          | G    | 2   | Gerhard Berger     | Todas              |
| Braun Tyrrell Honda                  | Tyrrell      | 020             | Honda RA101E 3.5 V10                          | P    | 3   | Satoru Nakajima    | Todas              |
| Braun Tyrrell Honda                  | Tyrrell      | 020             | Honda RA101E 3.5 V10                          | P    | 4   | Stefano Modena     | Todas              |
| Canon Williams Team                  | Williams     | FW14            | Renault RS3 3.5 V10                           | G    | 5   | Nigel Mansell      | Todas              |
| Canon Williams Team                  | Williams     | FW14            | Renault RS3 3.5 V10                           | G    | 6   | Riccardo Patrese   | Todas              |
| Motor Racing Developments Ltd.       | Brabham      | BT60Y           | Yamaha OX99 3.5 V12                           | P    | 7   | Martin Brundle     | Todas              |
| Motor Racing Developments Ltd.       | Brabham      | BT60Y           | Yamaha OX99 3.5 V12                           | P    | 8   | Mark Blundell      | Todas              |
| Footwork Grand Prix International    | Footwork     | FA11C FA12      | Porsche 3512 3.5 V12 Ford Cosworth DFR 3.5 V8 | G    | 9   | Michele Alboreto   | Todas              |
| Footwork Grand Prix International    | Footwork     | FA11C FA12      | Porsche 3512 3.5 V12 Ford Cosworth DFR 3.5 V8 | G    | 10  | Alex Caffi         | 1-4, 9-16          |
| Footwork Grand Prix International    | Footwork     | FA11C FA12      | Porsche 3512 3.5 V12 Ford Cosworth DFR 3.5 V8 | G    | 10  | Stefan Johansson   | 5-8                |
| Team Lotus                           | Lotus        | 102B            | Judd EV 3.5 V8                                | G    | 11  | Mika Häkkinen      | Todas              |
| Team Lotus                           | Lotus        | 102B            | Judd EV 3.5 V8                                | G    | 12  | Julian Bailey      | 1-4                |
| Team Lotus                           | Lotus        | 102B            | Judd EV 3.5 V8                                | G    | 12  | Johnny Herbert     | 5-8, 11, 13, 15-16 |
| Team Lotus                           | Lotus        | 102B            | Judd EV 3.5 V8                                | G    | 12  | Michael Bartels    | 9-10, 12, 14       |
| Fondmetal F1 SpA                     | Fondmetal    | FA1M-E Fomet-1  | Ford Cosworth DFR 3.5 V8                      | G    | 14  | Olivier Grouillard | 1-13               |
| Fondmetal F1 SpA                     | Fondmetal    | FA1M-E Fomet-1  | Ford Cosworth DFR 3.5 V8                      | G    | 14  | Gabriele Tarquini  | 14-16              |
| Leyton House Racing                  | Leyton House | CG911           | Ilmor 2175A V10                               | G    | 15  | Maurício Gugelmin  | Todas              |
| Leyton House Racing                  | Leyton House | CG911           | Ilmor 2175A V10                               | G    | 16  | Ivan Capelli       | 1-14               |
| Leyton House Racing                  | Leyton House | CG911           | Ilmor 2175A V10                               | G    | 16  | Karl Wendlinger    | 15-16              |
| Automobiles Gonfaronnaises Sportives | AGS          | JH25 JH25B JH27 | Ford Cosworth DFR 3.5 V8                      | G    | 17  | Gabriele Tarquini  | 1-13               |
| Automobiles Gonfaronnaises Sportives | AGS          | JH25 JH25B JH27 | Ford Cosworth DFR 3.5 V8                      | G    | 17  | Olivier Grouillard | 14                 |
| Automobiles Gonfaronnaises Sportives | AGS          | JH25 JH25B JH27 | Ford Cosworth DFR 3.5 V8                      | G    | 18  | Stefan Johansson   | 1-2                |
| Automobiles Gonfaronnaises Sportives | AGS          | JH25 JH25B JH27 | Ford Cosworth DFR 3.5 V8                      | G    | 18  | Fabrizio Barbazza  | 3-14               |
| Camel Benetton Ford                  | Benetton     | B190B B191      | Ford HB5 3.5 V8                               | P    | 19  | Roberto Moreno     | 1-11               |
| Camel Benetton Ford                  | Benetton     | B190B B191      | Ford HB5 3.5 V8                               | P    | 19  | Michael Schumacher | 12-16              |
| Camel Benetton Ford                  | Benetton     | B190B B191      | Ford HB5 3.5 V8                               | P    | 20  | Nelson Piquet      | Todas              |
| Scuderia Italia SpA                  | Dallara      | 191             | Judd GV 3.5 V10                               | P    | 21  | Emanuele Pirro     | Todas              |
| Scuderia Italia SpA                  | Dallara      | 191             | Judd GV 3.5 V10                               | P    | 22  | J. J. Lehto        | Todas              |
| Minardi F1 Team                      | Minardi      | M191            | Ferrari 037 3.5 V12                           | G    | 23  | Pierluigi Martini  | Todas              |
| Minardi F1 Team                      | Minardi      | M191            | Ferrari 037 3.5 V12                           | G    | 24  | Gianni Morbidelli  | 1-15               |
| Minardi F1 Team                      | Minardi      | M191            | Ferrari 037 3.5 V12                           | G    | 24  | Roberto Moreno     | 16                 |
| Ligier Gitanes                       | Ligier       | JS35 JS35B      | Lamborghini 3512 3.5 V12                      | G    | 25  | Thierry Boutsen    | Todas              |
| Ligier Gitanes                       | Ligier       | JS35 JS35B      | Lamborghini 3512 3.5 V12                      | G    | 26  | Érik Comas         | Todas              |
| Scuderia Ferrari                     | Ferrari      | 642 642/2 643   | Ferrari 037 3.5 V12                           | G    | 27  | Alain Prost        | 1-15               |
| Scuderia Ferrari                     | Ferrari      | 642 642/2 643   | Ferrari 037 3.5 V12                           | G    | 27  | Gianni Morbidelli  | 16                 |
| Scuderia Ferrari                     | Ferrari      | 642 642/2 643   | Ferrari 037 3.5 V12                           | G    | 28  | Jean Alesi         | Todas              |
| Larrousse F1                         | Lola         | LC91            | Ford Cosworth DFR V8                          | G    | 29  | Éric Bernard       | 1-15               |
| Larrousse F1                         | Lola         | LC91            | Ford Cosworth DFR V8                          | G    | 29  | Bertrand Gachot    | 16                 |
| Larrousse F1                         | Lola         | LC91            | Ford Cosworth DFR V8                          | G    | 30  | Aguri Suzuki       | Todas              |
| Coloni Racing Srl                    | Coloni       | C4              | Ford Cosworth DFR V8                          | G    | 31  | Pedro Chaves       | 1-13               |
| Coloni Racing Srl                    | Coloni       | C4              | Ford Cosworth DFR V8                          | G    | 31  | Naoki Hattori      | 15-16              |
| Team 7UP Jordan                      | Jordan       | 191             | Ford HB4 V8                                   | G    | 32  | Bertrand Gachot    | 1-10               |
| Team 7UP Jordan                      | Jordan       | 191             | Ford HB4 V8                                   | G    | 32  | Michael Schumacher | 11                 |
| Team 7UP Jordan                      | Jordan       | 191             | Ford HB4 V8                                   | G    | 32  | Roberto Moreno     | 12-13              |
| Team 7UP Jordan                      | Jordan       | 191             | Ford HB4 V8                                   | G    | 32  | Alessandro Zanardi | 14-16              |
| Team 7UP Jordan                      | Jordan       | 191             | Ford HB4 V8                                   | G    | 33  | Andrea de Cesaris  | Todas              |
| Modena Team SpA                      | Lambo        | 291             | Lamborghini 3512 V12                          | G    | 34  | Nicola Larini      | Todas              |
| Modena Team SpA                      | Lambo        | 291             | Lamborghini 3512 V12                          | G    | 35  | Eric van de Poele  | Todas              |

## Resultados
| Carrera | Gran Premio                       | Pole position    | Vuelta rápida    | Piloto ganador   | Constructor ganador | Resultados |
| ------- | --------------------------------- | ---------------- | ---------------- | ---------------- | ------------------- | ---------- |
| 1       | Gran Premio de los Estados Unidos | Ayrton Senna     | Jean Alesi       | Ayrton Senna     | McLaren–Honda       | Resultados |
| 2       | Gran Premio de Brasil             | Ayrton Senna     | Nigel Mansell    | Ayrton Senna     | McLaren–Honda       | Resultados |
| 3       | Gran Premio de San Marino         | Ayrton Senna     | Gerhard Berger   | Ayrton Senna     | McLaren–Honda       | Resultados |
| 4       | Gran Premio de Mónaco             | Ayrton Senna     | Alain Prost      | Ayrton Senna     | McLaren–Honda       | Resultados |
| 5       | Gran Premio de Canadá             | Riccardo Patrese | Nigel Mansell    | Nelson Piquet    | Benetton–Ford       | Resultados |
| 6       | Gran Premio de México             | Riccardo Patrese | Nigel Mansell    | Riccardo Patrese | Williams–Renault    | Resultados |
| 7       | Gran Premio de Francia            | Riccardo Patrese | Nigel Mansell    | Nigel Mansell    | Williams–Renault    | Resultados |
| 8       | Gran Premio de Gran Bretaña       | Nigel Mansell    | Nigel Mansell    | Nigel Mansell    | Williams–Renault    | Resultados |
| 9       | Gran Premio de Alemania           | Nigel Mansell    | Riccardo Patrese | Nigel Mansell    | Williams–Renault    | Resultados |
| 10      | Gran Premio de Hungría            | Ayrton Senna     | Bertrand Gachot  | Ayrton Senna     | McLaren–Honda       | Resultados |
| 11      | Gran Premio de Bélgica            | Ayrton Senna     | Roberto Moreno   | Ayrton Senna     | McLaren–Honda       | Resultados |
| 12      | Gran Premio de Italia             | Ayrton Senna     | Ayrton Senna     | Nigel Mansell    | Williams–Renault    | Resultados |
| 13      | Gran Premio de Portugal           | Riccardo Patrese | Nigel Mansell    | Riccardo Patrese | Williams–Renault    | Resultados |
| 14      | Gran Premio de España             | Gerhard Berger   | Riccardo Patrese | Nigel Mansell    | Williams–Renault    | Resultados |
| 15      | Gran Premio de Japón              | Gerhard Berger   | Ayrton Senna     | Gerhard Berger   | McLaren–Honda       | Resultados |
| 16      | Gran Premio de Australia          | Ayrton Senna     | Gerhard Berger   | Ayrton Senna     | McLaren–Honda       | Resultados |

## Clasificaciones

### Sistema de puntuación
Por primera vez desde 1961 se introdujo una modificación en los puntos adjudicados, al aumentarse de 9 a 10 los puntos del vencedor. Además, se eliminó el límite máximo de carreras computables. Así pues, se adjudicaron puntos a los seis primeros lugares (10, 6, 4, 3, 2, 1).
| Posición | 1.º | 2.º | 3.º | 4.º | 5.º | 6.º |
| Puntos   | 10  | 6   | 4   | 3   | 2   | 1   |

### Campeonato de Pilotos
| Pos. | Piloto             | USA  | BRA  | SMR  | MON  | CAN  | MEX  | FRA  | GBR  | GER  | HUN  | BEL  | ITA  | POR  | ESP  | JPN  | AUS  | Puntos |
| ---- | ------------------ | ---- | ---- | ---- | ---- | ---- | ---- | ---- | ---- | ---- | ---- | ---- | ---- | ---- | ---- | ---- | ---- | ------ |
| 1    | Ayrton Senna       | 1    | 1    | 1    | 1    | Ret  | 3    | 3    | 4†   | 7†   | 1    | 1    | 2    | 2    | 5    | 2    | 1    | 96     |
| 2    | Nigel Mansell      | Ret  | Ret  | Ret  | 2    | 6†   | 2    | 1    | 1    | 1    | 2    | Ret  | 1    | DSQ  | 1    | Ret  | 2    | 72     |
| 3    | Riccardo Patrese   | Ret  | 2    | Ret  | Ret  | 3    | 1    | 5    | Ret  | 2    | 3    | 5    | Ret  | 1    | 3    | 3    | 5    | 53     |
| 4    | Gerhard Berger     | Ret  | 3    | 2    | Ret  | Ret  | Ret  | Ret  | 2    | 4    | 4    | 2    | 4    | Ret  | Ret  | 1    | 3    | 43     |
| 5    | Alain Prost        | 2    | 4    | DNS  | 5    | Ret  | Ret  | 2    | 3    | Ret  | Ret  | Ret  | 3    | Ret  | 2    | 4    |      | 34     |
| 6    | Nelson Piquet      | 3    | 5    | Ret  | Ret  | 1    | Ret  | 8    | 5    | Ret  | Ret  | 3    | 6    | 5    | 11   | 7    | 4    | 26.50  |
| 7    | Jean Alesi         | 12†  | 6    | Ret  | 3    | Ret  | Ret  | 4    | Ret  | 3    | 5    | Ret  | Ret  | 3    | 4    | Ret  | Ret  | 21     |
| 8    | Stefano Modena     | 4    | Ret  | Ret  | Ret  | 2    | 11   | Ret  | 7    | 13   | 12   | Ret  | Ret  | Ret  | 16   | 6    | 10   | 10     |
| 9    | Andrea de Cesaris  | DNPQ | Ret  | Ret  | Ret  | 4    | 4    | 6    | Ret  | 5    | 7    | 13†  | 7    | 8    | Ret  | Ret  | 8    | 9      |
| 10   | Roberto Moreno     | Ret  | 7    | 13†  | 4    | Ret  | 5    | Ret  | Ret  | 8    | 8    | 4    | Ret  | 10   |      |      | 16   | 8      |
| 11   | Pierluigi Martini  | 9†   | Ret  | 4    | 12   | 7    | Ret  | 9    | 9    | Ret  | Ret  | 12†  | Ret  | 4    | 13   | Ret  | Ret  | 6      |
| 12   | J. J. Lehto        | Ret  | Ret  | 3    | 11   | Ret  | Ret  | Ret  | 13   | Ret  | Ret  | Ret  | Ret  | Ret  | 8    | Ret  | 12   | 4      |
| 13   | Bertrand Gachot    | 10†  | 13†  | Ret  | 8    | 5    | Ret  | Ret  | 6    | 6    | 9    |      |      |      |      |      | DNQ  | 4      |
| 14   | Michael Schumacher |      |      |      |      |      |      |      |      |      |      | Ret  | 5    | 6    | 6    | Ret  | Ret  | 4      |
| 15   | Satoru Nakajima    | 5    | Ret  | Ret  | Ret  | 10   | 12   | Ret  | 8    | Ret  | 15   | Ret  | Ret  | 13   | 17   | Ret  | Ret  | 2      |
| 16   | Mika Häkkinen      | 13†  | 9    | 5    | Ret  | Ret  | 9    | DNQ  | 12   | Ret  | 14   | Ret  | 14   | 14   | Ret  | Ret  | 19   | 2      |
| 17   | Martin Brundle     | 11   | 12   | 11   | DSQ  | Ret  | Ret  | Ret  | Ret  | 11   | Ret  | 9    | 13   | 12   | 10   | 5    | DNQ  | 2      |
| 18   | Emanuele Pirro     | Ret  | 11   | DNPQ | 6    | 9    | DNPQ | DNPQ | 10   | 10   | Ret  | 8    | 10   | Ret  | 15   | Ret  | 7    | 1      |
| 19   | Mark Blundell      | Ret  | Ret  | 8    | Ret  | DNQ  | Ret  | Ret  | Ret  | 12   | Ret  | 6    | 12   | Ret  | Ret  | DNPQ | 17   | 1      |
| 20   | Ivan Capelli       | Ret  | Ret  | Ret  | Ret  | Ret  | Ret  | Ret  | Ret  | Ret  | 6    | Ret  | 8    | 17†  | Ret  |      |      | 1      |
| 21   | Éric Bernard       | Ret  | Ret  | Ret  | 9    | Ret  | 6    | Ret  | Ret  | Ret  | Ret  | Ret  | Ret  | DNQ  | Ret  | DNPQ |      | 1      |
| 22   | Aguri Suzuki       | 6    | Ret  | Ret  | Ret  | Ret  | Ret  | Ret  | Ret  | Ret  | Ret  | DNQ  | DNQ  | Ret  | DNQ  | Ret  | DNQ  | 1      |
| 23   | Julian Bailey      | DNQ  | DNQ  | 6    | DNQ  |      |      |      |      |      |      |      |      |      |      |      |      | 1      |
| 24   | Gianni Morbidelli  | Ret  | 8    | Ret  | Ret  | Ret  | 7    | Ret  | 11   | Ret  | 13   | Ret  | 9    | 9    | 14†  | Ret  | 6    | 0.50   |
| NC   | Maurício Gugelmin  | Ret  | Ret  | 12†  | Ret  | Ret  | Ret  | 7    | Ret  | Ret  | 11   | Ret  | 15   | 7    | 7    | 8    | 14   | 0      |
| NC   | Thierry Boutsen    | Ret  | 10   | 7    | 7    | Ret  | 8    | 12   | Ret  | 9    | 17†  | 11   | Ret  | 16   | Ret  | 9    | Ret  | 0      |
| NC   | Johnny Herbert     |      |      |      |      | DNQ  | 10   | 10   | 14†  |      |      | 7    |      | Ret  |      | Ret  | 11   | 0      |
| NC   | Nicola Larini      | 7    | DNPQ | DNPQ | DNPQ | DNPQ | DNPQ | DNPQ | DNPQ | Ret  | 16   | DNQ  | 16   | DNQ  | DNQ  | DNQ  | Ret  | 0      |
| NC   | Érik Comas         | DNQ  | Ret  | 10   | 10   | 8    | DNQ  | 11   | DNQ  | Ret  | 10   | Ret  | 11   | 11   | Ret  | Ret  | 18   | 0      |
| NC   | Gabriele Tarquini  | 8    | Ret  | DNQ  | Ret  | DNQ  | DNQ  | DNQ  | DNQ  | DNQ  | DNPQ | DNPQ | DNPQ | DNQ  | 12   | 11   | DNPQ | 0      |
| NC   | Alex Zanardi       |      |      |      |      |      |      |      |      |      |      |      |      |      | 9    | Ret  | 9    | 0      |
| NC   | Eric van de Poele  | DNPQ | DNPQ | 9†   | DNPQ | DNPQ | DNPQ | DNPQ | DNPQ | DNQ  | DNQ  | DNQ  | DNQ  | DNQ  | DNQ  | DNQ  | DNQ  | 0      |
| NC   | Alex Caffi         | DNQ  | DNQ  | DNQ  | DNQ  |      |      |      |      | DNPQ | DNPQ | DNQ  | DNPQ | DNPQ | DNPQ | 10   | 15   | 0      |
| NC   | Olivier Grouillard | DNPQ | DNPQ | DNPQ | DNPQ | DNPQ | Ret  | Ret  | DNPQ | DNPQ | DNQ  | 10   | Ret  | DNPQ | DNPQ |      |      | 0      |
| NC   | Michele Alboreto   | Ret  | DNQ  | DNQ  | Ret  | Ret  | Ret  | Ret  | Ret  | DNQ  | DNQ  | DNPQ | DNQ  | 15   | Ret  | DNQ  | 13   | 0      |
| NC   | Karl Wendlinger    |      |      |      |      |      |      |      |      |      |      |      |      |      |      | Ret  | 20   | 0      |
| NC   | Stefan Johansson   | DNQ  | DNQ  |      |      | Ret  | DNQ  | DNQ  | DNQ  |      |      |      |      |      |      |      |      | 0      |
| NC   | Pedro Chaves       | DNPQ | DNPQ | DNPQ | DNPQ | DNPQ | DNPQ | DNPQ | DNPQ | DNPQ | DNPQ | DNPQ | DNPQ | DNPQ |      |      |      | 0      |
| NC   | Fabrizio Barbazza  |      |      | DNQ  | DNQ  | DNQ  | DNQ  | DNQ  | DNQ  | DNPQ | DNPQ | DNPQ | DNPQ | DNPQ | DNPQ |      |      | 0      |
| NC   | Michael Bartels    |      |      |      |      |      |      |      |      | DNQ  | DNQ  |      | DNQ  |      | DNQ  |      |      | 0      |
| NC   | Naoki Hattori      |      |      |      |      |      |      |      |      |      |      |      |      |      |      | DNPQ | DNPQ | 0      |
| Pos. | Pilotos            | USA  | BRA  | SMR  | MON  | CAN  | MEX  | FRA  | GBR  | GER  | HUN  | BEL  | ITA  | POR  | ESP  | JPN  | AUS  | Puntos |

| Color      | Resultado                          |
| ---------- | ---------------------------------- |
| Oro        | Ganador                            |
| Plata      | 2.º puesto                         |
| Bronce     | 3.er puesto                        |
| Verde      | Finalizó en los puntos             |
| Azul       | Finalizó sin puntos                |
| Azul       | NC - No clasificado                |
| Violeta    | Ret - No terminó                   |
| Rojo       | DNQ - No se clasificó              |
| Rojo       | DNPQ - No se preclasificó          |
| Negro      | DSQ - Descalificado                |
| Blanco     | DNS - No empezó                    |
| Blanco     | WD - Retirado                      |
| Blanco     | C - Carrera cancelada              |
| Azul claro | TD - Entrenamientos libres (2003-) |
| Sin color  | DNP - Inscrito, pero no participó  |
| Sin color  | INJ - Inscrito, pero lesionado     |
| Sin color  | EX - Excluido                      |

| Estado  | Resultado                                                                             |
| ------- | ------------------------------------------------------------------------------------- |
| Negrita | Pole position                                                                         |
| Cursiva | Vuelta rápida                                                                         |
| 1-8     | Posiciones puntuables de clasificación sprint (2021-)                                 |
| †       | No acabó el Gran Premio, pero fue clasificado ya que completó el porcentaje necesario |
| ‡       | Monoplaza compartido                                                                  |
| ~       | Se otorgó la mitad de puntos ya que no se cumplió con el 75% de la carrera            |
| ≠       | No obtuvo puntos ya que era piloto invitado                                           |
| F2      | Inscrito para carrera de Fórmula 2, no sumaba puntos                                  |

- En el Gran Premio de Australia fueron otorgados la mitad de los puntos, ya que la carrera se detuvo en la vuelta 14 de 81, debido a la lluvia torrencial.

### Campeonato de Constructores
| Pos. | Constructor        | N.º | USA  | BRA  | SMR  | MON  | CAN  | MEX  | FRA  | GBR  | GER  | HUN  | BEL  | ITA  | POR  | ESP  | JPN  | AUS  | Puntos |
| ---- | ------------------ | --- | ---- | ---- | ---- | ---- | ---- | ---- | ---- | ---- | ---- | ---- | ---- | ---- | ---- | ---- | ---- | ---- | ------ |
| 1    | McLaren-Honda      | 1   | 1    | 1    | 1    | 1    | Ret  | 3    | 3    | 4†   | 7†   | 1    | 1    | 2    | 2    | 5    | 2    | 1    | 139    |
| 1    | McLaren-Honda      | 2   | Ret  | 3    | 2    | Ret  | Ret  | Ret  | Ret  | 2    | 4    | 4    | 2    | 4    | Ret  | Ret  | 1    | 3    | 139    |
| 2    | Williams-Renault   | 5   | Ret  | Ret  | Ret  | 2    | 6    | 2    | 1    | 1    | 1    | 2    | Ret  | 1    | DSQ  | 1    | Ret  | 2    | 125    |
| 2    | Williams-Renault   | 6   | Ret  | 2    | Ret  | Ret  | 3    | 1    | 5    | Ret  | 2    | 3    | 5    | Ret  | 1    | 3    | 3    | 5    | 125    |
| 3    | Ferrari            | 27  | 2    | 4    | DNS  | 5    | Ret  | Ret  | 2    | 3    | Ret  | Ret  | Ret  | 3    | Ret  | 2    | 4    | 6    | 55.50  |
| 3    | Ferrari            | 28  | 12   | 6    | Ret  | 3    | Ret  | Ret  | 4    | Ret  | 3    | 5    | Ret  | Ret  | 3    | 4    | Ret  | Ret  | 55.50  |
| 4    | Benetton-Ford      | 19  | Ret  | 7    | 13   | 4    | Ret  | 5    | Ret  | Ret  | 8    | 8    | 4    | 5    | 6    | 6    | Ret  | Ret  | 38.50  |
| 4    | Benetton-Ford      | 20  | 3    | 5    | Ret  | Ret  | 1    | Ret  | 8    | 5    | Ret  | Ret  | 3    | 6    | 5    | 11   | 7    | 4    | 38.50  |
| 5    | Jordan-Ford        | 32  | 10   | 13   | Ret  | 8    | 5    | Ret  | Ret  | 6    | 6    | 9    | Ret  | Ret  | 10   | 9    | Ret  | 9    | 13     |
| 5    | Jordan-Ford        | 33  | DNPQ | Ret  | Ret  | Ret  | 4    | 4    | 6    | Ret  | 5    | 7    | 13   | 7    | 8    | Ret  | Ret  | 8    | 13     |
| 6    | Tyrrell-Honda      | 3   | 5    | Ret  | Ret  | Ret  | 10   | 12   | Ret  | 8    | Ret  | 15   | Ret  | Ret  | 13   | 17   | Ret  | Ret  | 12     |
| 6    | Tyrrell-Honda      | 4   | 4    | Ret  | Ret  | Ret  | 2    | 11   | Ret  | 7    | 13   | 12   | Ret  | Ret  | Ret  | 16   | 6    | 10   | 12     |
| 7    | Minardi-Ferrari    | 23  | 9    | Ret  | 4    | 12   | 7    | Ret  | 9    | 9    | Ret  | Ret  | 12   | Ret  | 4    | 13   | Ret  | Ret  | 6      |
| 7    | Minardi-Ferrari    | 24  | Ret  | 8    | Ret  | Ret  | Ret  | 7    | Ret  | 11   | Ret  | 13   | Ret  | 9    | 9    | 14   | Ret  | 16   | 6      |
| 8    | Dallara-Judd       | 21  | Ret  | 11   | DNPQ | 6    | 9    | DNPQ | DNPQ | 10   | 10   | Ret  | 8    | 10   | Ret  | 15   | Ret  | 7    | 5      |
| 8    | Dallara-Judd       | 22  | Ret  | Ret  | 3    | 11   | Ret  | Ret  | Ret  | 13   | Ret  | Ret  | Ret  | Ret  | Ret  | 8    | Ret  | 12   | 5      |
| 9    | Lotus-Judd         | 11  | Ret  | 9    | 5    | Ret  | Ret  | 9    | DNQ  | 12   | Ret  | 14   | Ret  | 14   | 14   | Ret  | Ret  | 19   | 3      |
| 9    | Lotus-Judd         | 12  | DNQ  | DNQ  | 6    | DNQ  | DNQ  | 10   | 10   | 14   | DNQ  | DNQ  | 7    | DNQ  | Ret  | DNQ  | Ret  | 11   | 3      |
| 10   | Brabham-Yamaha     | 7   | 11   | 12   | 11   | EX   | Ret  | Ret  | Ret  | Ret  | 11   | Ret  | 9    | 13   | 12   | 10   | 5    | DNQ  | 3      |
| 10   | Brabham-Yamaha     | 8   | Ret  | Ret  | 8    | Ret  | DNQ  | Ret  | Ret  | Ret  | 12   | Ret  | 6    | 12   | Ret  | Ret  | DNPQ | 17   | 3      |
| 11   | Lola-Ford          | 29  | Ret  | Ret  | Ret  | 9    | Ret  | 6    | Ret  | Ret  | Ret  | Ret  | Ret  | Ret  | DNQ  | Ret  | DNPQ | DNQ  | 2      |
| 11   | Lola-Ford          | 30  | 6    | Ret  | Ret  | Ret  | Ret  | Ret  | Ret  | Ret  | Ret  | Ret  | DNQ  | DNQ  | Ret  | DNQ  | Ret  | DNQ  | 2      |
| 12   | Leyton House-Ilmor | 15  | Ret  | Ret  | 12   | Ret  | Ret  | Ret  | 7    | Ret  | Ret  | 11   | Ret  | 15   | 7    | 7    | 8    | 14   | 1      |
| 12   | Leyton House-Ilmor | 16  | Ret  | Ret  | Ret  | Ret  | Ret  | Ret  | Ret  | Ret  | Ret  | 6    | Ret  | 8    | 17   | Ret  | Ret  | 20   | 1      |
| NC   | Ligier-Lamborghini | 25  | Ret  | 10   | 7    | 7    | Ret  | 8    | 12   | Ret  | 9    | 17   | 11   | Ret  | 16   | Ret  | 9    | Ret  | 0      |
| NC   | Ligier-Lamborghini | 26  | DNQ  | Ret  | 10   | 10   | 8    | DNQ  | 11   | DNQ  | Ret  | 10   | Ret  | 11   | 11   | Ret  | Ret  | 18   | 0      |
| NC   | Lambo-Lamborghini  | 34  | 7    | DNPQ | DNPQ | DNPQ | DNPQ | DNPQ | DNPQ | DNPQ | Ret  | 16   | DNQ  | 16   | DNQ  | DNQ  | DNQ  | Ret  | 0      |
| NC   | Lambo-Lamborghini  | 35  | DNPQ | DNPQ | 9    | DNPQ | DNPQ | DNPQ | DNPQ | DNPQ | DNQ  | DNQ  | DNQ  | DNQ  | DNQ  | DNQ  | DNQ  | DNQ  | 0      |
| NC   | AGS-Ford           | 17  | 8    | Ret  | DNQ  | Ret  | DNQ  | DNQ  | DNQ  | DNQ  | DNQ  | DNPQ | DNPQ | DNPQ | DNQ  | DNPQ |      |      | 0      |
| NC   | AGS-Ford           | 18  | DNQ  | DNQ  | DNQ  | DNQ  | DNQ  | DNQ  | DNQ  | DNQ  | DNPQ | DNPQ | DNPQ | DNPQ | DNPQ | DNPQ |      |      | 0      |
| NC   | Fondmetal-Ford     | 14  | DNPQ | DNPQ | DNPQ | DNPQ | DNPQ | Ret  | Ret  | DNPQ | DNPQ | DNQ  | 10   | Ret  | DNPQ | 12   | 11   | DNPQ | 0      |
| NC   | Footwork-Ford      | 9   |      |      |      |      |      |      | Ret  | Ret  | DNQ  | DNQ  | DNPQ | DNQ  | 15   | Ret  | DNQ  | 13   | 0      |
| NC   | Footwork-Ford      | 10  |      |      |      |      |      |      | DNQ  | DNQ  | DNPQ | DNPQ | DNQ  | DNPQ | DNPQ | DNPQ | 10   | 15   | 0      |
| NC   | Footwork-Porsche   | 9   | Ret  | DNQ  | DNQ  | Ret  | Ret  | Ret  |      |      |      |      |      |      |      |      |      |      | 0      |
| NC   | Footwork-Porsche   | 10  | DNQ  | DNQ  | DNQ  | DNQ  | Ret  | DNQ  |      |      |      |      |      |      |      |      |      |      | 0      |
| NC   | Coloni-Ford        | 31  | DNPQ | DNPQ | DNPQ | DNPQ | DNPQ | DNPQ | DNPQ | DNPQ | DNPQ | DNPQ | DNPQ | DNPQ | DNPQ |      | DNPQ | DNPQ | 0      |
| Pos. | Constructor        | N.º | USA  | BRA  | SMR  | MON  | CAN  | MEX  | FRA  | GBR  | GER  | HUN  | BEL  | ITA  | POR  | ESP  | JPN  | AUS  | Puntos |

### Estadísticas del Campeonato de Constructores
| Pos. | Constructor        | Puntos | Victorias | Podios | Poles |
| ---- | ------------------ | ------ | --------- | ------ | ----- |
| 1    | McLaren-Honda      | 139    | 8         | 18     | 10    |
| 2    | Williams-Renault   | 125    | 7         | 17     | 6     |
| 3    | Ferrari            | 55.50  |           | 8      |       |
| 4    | Benetton-Ford      | 38.50  | 1         | 3      |       |
| 5    | Jordan-Ford        | 13     |           |        |       |
| 6    | Tyrrell-Honda      | 13     |           | 1      |       |
| 7    | Minardi-Ferrari    | 6      |           |        |       |
| 8    | Dallara-Judd       | 5      |           | 1      |       |
| 9    | Brabham-Yamaha     | 3      |           |        |       |
| 10   | Lotus-Judd         | 3      |           |        |       |
| 11   | Lola-Ford          | 2      |           |        |       |
| 12   | Leyton House-Ilmor | 1      |           |        |       |
| NC   | Lambo-Lamborghini  |        |           |        |       |
| NC   | Fondmetal-Ford     |        |           |        |       |
| NC   | Ligier-Lamborghini |        |           |        |       |
| NC   | Coloni-Ford        |        |           |        |       |
| NC   | AGS-Ford           |        |           |        |       |
| NC   | Footwork-Porsche   |        |           |        |       |